# Centro Cultural Los Arquitos
El Centro Cultural los Arquitos es un espacio dedicado a promover y difundir las bellas artes entre la población de Aguascalientes por medio de exhibiciones, talleres, conferencias y conciertos. El inmueble alojó los primeros baños públicos de la entidad y se construyó en 1821. Los Arquitos son uno de los tres monumentos históricos con declaratoria presidencial con los que cuenta la ciudad de Aguascalientes.

## Descripción
Los Arquitos deben su nombre a un andador de arcos de medio punto ojivales, de concepción mozárabe e influencia neogótica y plateresca. Uno de los accesos del lugar contiene un pórtico neoclásico del antiguo repartidero de agua, construido a principios del siglo XIX.
El conjunto consta de cinco unidades de distintas épocas y estilos, la galería con trece Placeres o tinas además de 4 baños al aire libre, el antiguo Hotel de San Carlos de estilo neoclásico; una casa habitación denominada Casa Pons (o Ponce) ocupada durante un tiempo por el Colegio Miguel Hidalgo, la alberca Puga agregada a finales del siglo XIX; los lavaderos públicos y los huertos.
Para ingresar a la alberca pública, La Puga, se trasladaba mediante un pequeño túnel de agua al que se accedía por una escalera de caracol, este tramo conectaba directamente los vestidores con la alberca, de esta manera los bañistas entraban y salían sin mostrarse a los demás. Este camino se debe a que se tenía prohibido caminar por el andador en traje de baño, reflejo de las costumbres y normas de la sociedad aguascalentense del siglo XIX.
Su sistema hidráulico contiene técnicas descritas en los tratados de arquitectura de Marco Flavio Vitrubio del siglo II d. C. y de fray Andrés de San Miguel, carmelita novohispano del siglo XVI.
Existen cinco pequeñas salas dedicadas al Museo de Sitio, aquí se muestran elementos encontrados en los trabajos de restauración, las técnicas empleadas, así como la importancia de los baños dentro de la infraestructura hidráulica de la ciudad.

## Historia
El cabildo alentó su construcción en 1821, en el contexto de la emergencia de una nueva cultura de la higiene personal y el cuidado del cuerpo. El lugar se abastecía de las aguas termales del manantial del Ojocaliente, localizado al oriente de la ciudad de Aguascalientes, desde fines del siglo XVI el manantial había alimentado las fuentes públicas y las huertas de la ciudad.
El primer administrador o “depositario” de los baños fue el capitán Felipe Pérez de Terán. En 1837 ya se habían construidos tres baños, la galería, el pasillo techado y los característicos arcos ojivales.
En 1856 Jesús Carreón compra el complejo y en 1864, cuando esté fallece los baños de Los Arquitos fueron heredados por su viuda, Josefa García de Carreón.
En 1877 pasa a manos de Ricardo del Valle, menos de un año después, en junio de 1878, se traspasa la propiedad a los hermanos José Refugio, Vicenta y Librado Avelar.

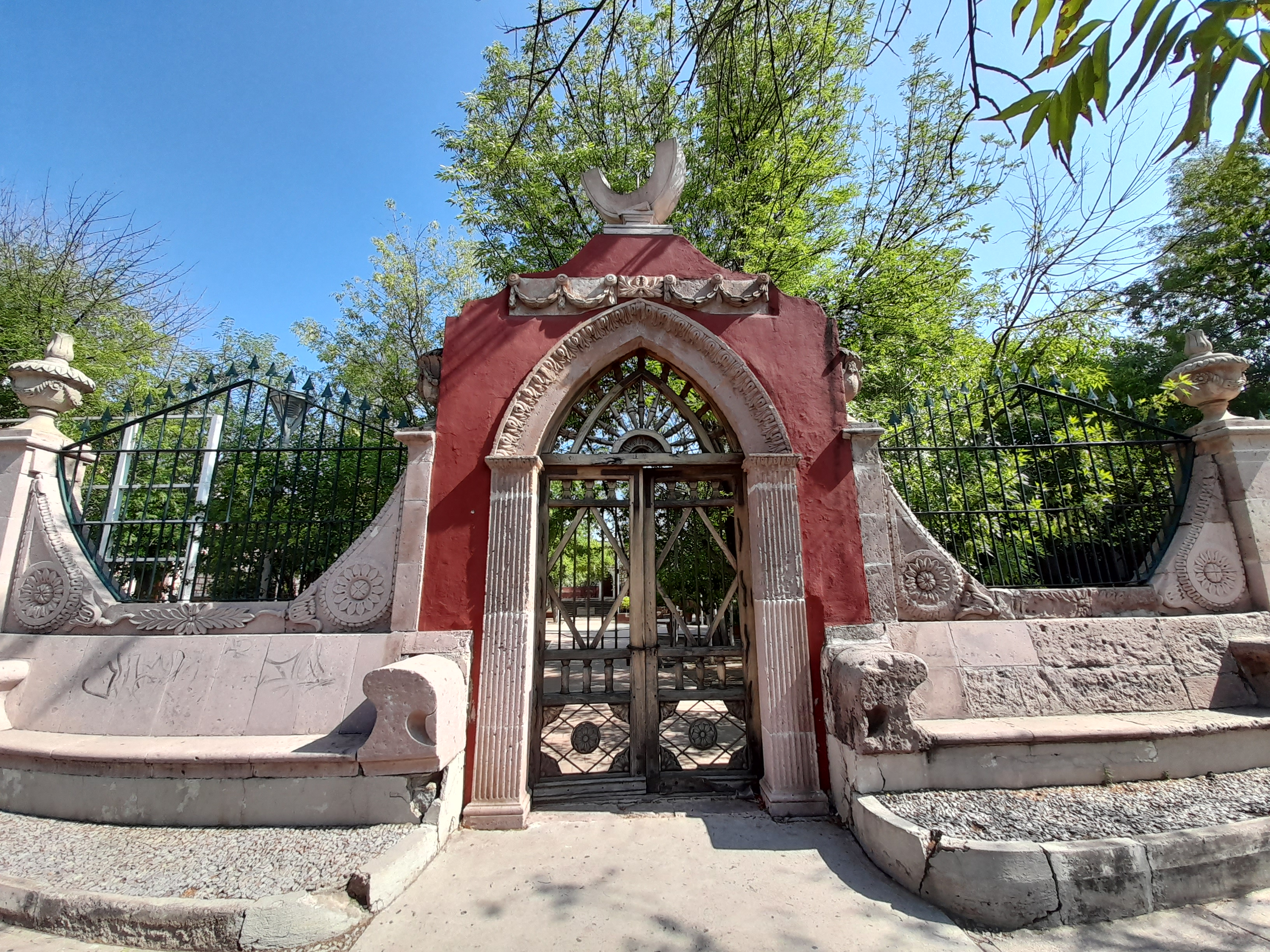
Puerta del Centro Cultural Los Arquitos

Posteriormente pasa a manos del comerciante don Antonio Puga Álvarez, que adquiere el terreno el 31 de mayo de 1882, Antonio Puga construye la primera alberca pública bautizada con su apellido y el Hotel San Carlos.
Los baños de Los Arquitos entraron en una fase de decadencia a mediados del siglo XX, los baños públicos se volvieron irrelevantes debido al fácil acceso a agua potable en las casas, la gente ya no tenía que ir a bañarse a Los Arquitos puesto que se podía hacer en casa de forma más cómoda y económica.
El deterioro de los Arquitos se agravó en 1970 debido al crecimiento de la ciudad, al pavimentarse un tramo al oriente del primer anillo de Circunvalación y al abrirse la avenida Héroe de Nacozari, esto supuso un entorpecimiento en el acueducto subterráneo que alimentaba el lugar. Los baños perdieron 40% de su terreno y la mayor parte del área ocupada por los lavaderos públicos. El sitio fue paulatinamente abandonado y debido a su desuso se planteaba demolerse.
En 1990 el INAH logró que el sitio fuera declarado Monumento Histórico Nacional, un poco después fueron adquiridos por el gobierno. En 1993 se iniciaron los trabajos de rescate arquitectónico y de adaptación. El 12 de diciembre de 1994 fue inaugurado el Centro Cultural Los Arquitos.

## Servicios
Algunos de los servicios que ofrece son: clases de iniciación artística, artes plásticas, música, danza contemporánea, danza folclórica mexicana, folclor egipcio. También cuenta con el Programa Nacional de Escuelas de Iniciación Artística Asociada al Instituto Nacional de Bellas Artes y Literatura. Se imparten conferencias, cine, teatro, exposiciones de artes plásticas.
Cuenta con:
- Galería
- Librería
- Cafetería
- Área de Administración
- Centro de investigación teatral

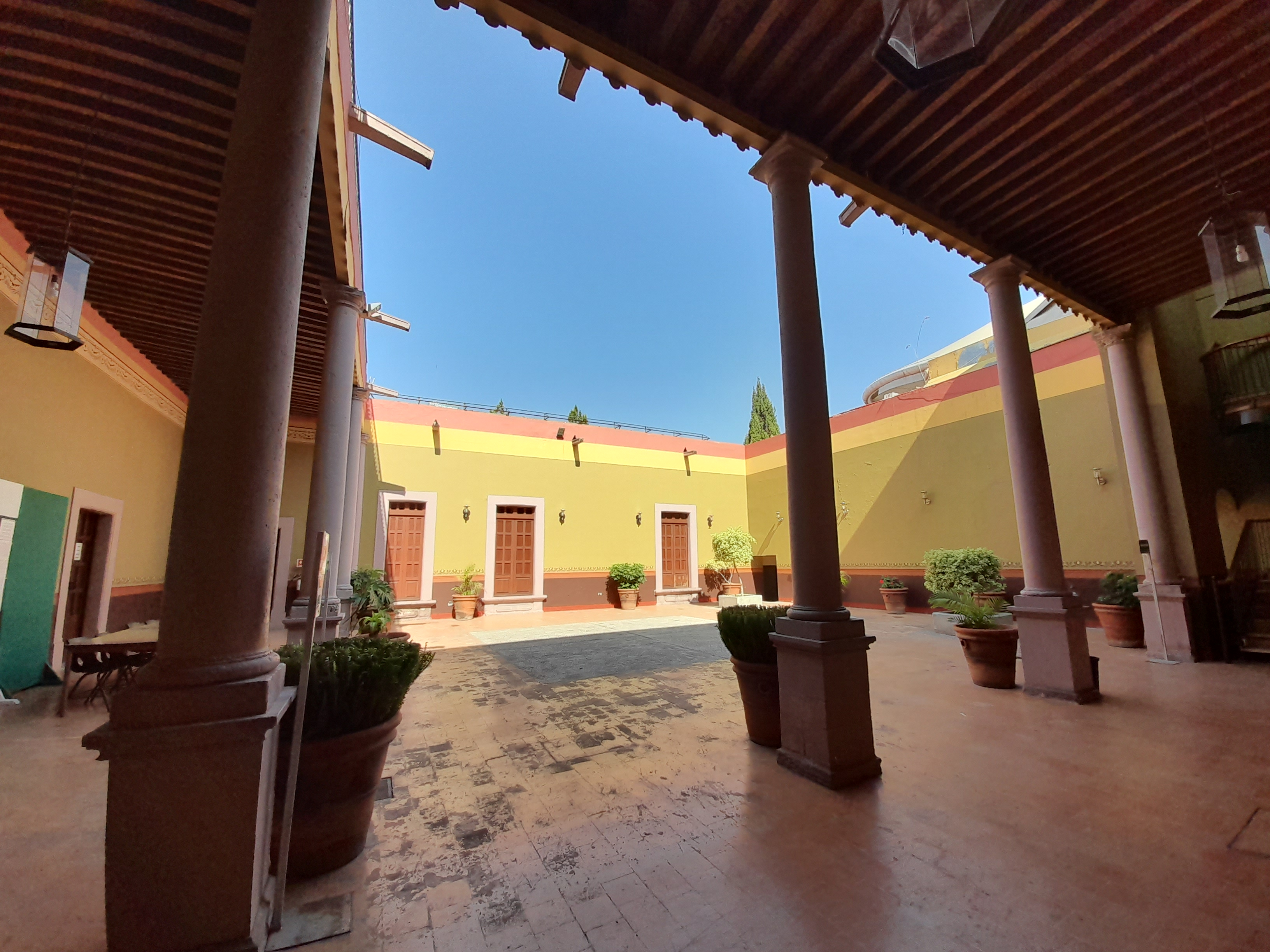
Interior del Centro Cultural Los Arquitos

- Salones para talleres y sala de proyecciones
- Videoteca
- Escenario al aire libre
- Museo de sitio